# Železniška proga Antofagasta - Bolivija
Železnica Antofagasta (Čile) - Bolivija (špansko Ferrocarril de Antofagasta a Bolivia, ime britanskega podjetja: Antofagasta (Chili) & Bolivia Railway ali na kratko FCAB) je zasebna železnica, ki deluje v severnih provincah Čila. Bila je ena prvih železnic, zgrajenih kot ozkotirna, s tirno širino 762 mm in smerjo, ki se je povzpela od morske gladine na več kot 4500 m in prepeljala 2 milijona ton blaga na leto. Pokazalo se je, da bi železnica s tako ozkim profilom lahko opravljala delo železniške proge standardne širine in je vplivala na gradnjo drugih železnic, kot je Estrada de Ferro Oeste de Minas v jugovzhodni Braziliji. Kasneje so jo rekonstruirali v tirno širino 1.000 mm in še vedno deluje obratuje.

## Potek
Železnica se začne v danes čilskem pristanišču Antofagasta. Nadaljuje se v pregorje Andov do kraja Ollagüe, severovzhodno od Calame in na mejni prehod z Bolivijo, nato preko bolivijske pampe do mesta Uyuni in Oruro. V Oruru se je tirna širina spremenila na 1000 mm za preostanek poti do prestolnice Bolivije, La Paz. Dodanih je bilo več krakov za povezavo na različna področja rudarjenja. Krak Collahuasi je dosegel 4815 m nadmorske višine, kar je v času gradnje veljalo kot najvišja železniška postaja na svetu. Celotna dolžina linij s tirno širino 762 mm, vključno s kraki je bila 1537 km.

## Zgodovina
Zgodovina železnice sega v leto 1872, ko je vlada Bolivija podelila v koncesijo ozemlje okoli Antofagaste podjetju Melbournu Clarke & Co, ki je bilo takrat del Bolivije. Železnica je bila organizirana kot družba Antofagasta Nitrate & Railway. Gradnja se je začela leta 1873, s prvim odsekom, ki je bil odprt pozno tistega leta, s pogonsko močjo, ki so jo zagotavljale mule. Parne lokomotive so bile uvedene leta 1876, do leta 1879 pa se je železnica v notranjost podaljšala na okoli 150 km.
V letih 1879 je izbruhnila vojna med Čilom na eni strani in Perujem in Bolivijo na drugi. Eden od vzrokov za vojno je bil poskus bolivijske vlade, da obdavči uporabo železnice. Tako imenovana solitrna vojna se je končala leta 1883, Čile pa je pridobil regijo okrog Antofagaste in del Peruja.
Nadzor nad železnico je bil prenesen na družbo Huanchaca iz Bolivije leta 1887, ki je nato leta 1888 vključil družbo z železniško progo na londonsko borzo. Družba Huanchilaca je ohranila pravico upravljati železnico še nadaljnjih 15 let. Linija je dosegla Oruro v Boliviji in s tem konec odseka s tirno širino 762 mm leta 1892. V naslednjih letih so z deli nadaljevali in širili tudi s kraki.
Britanski poslovni interesi so leta 1903 ponovno vzpostavili nadzor nad celotnim sistemom. Promet je dosegel točko, s katero se pristanišče Antofagasta ni moglo spopasti. Na severu v Mejillonesu je bilo leta 1906 odprto novo pristanišče, skupaj z novo linijo mimo Antofagaste. Leta 1909 je FCAB kupil FC Caleta Coloso Aguas Blancas, železnico, ki je delovala v puščavskih območjih južno od Antofagaste, bogatih z minerali. Čeprav je bila tudi širine 762 mm, FCCCAB bila nikoli vključena v FCAB in še vedno deluje kot ločena enota.
Celotna regija je puščavska, skorajda ni padavin. Podjetje je zato zgradilo sistem cevi in rezervoarjev, da bi pripeljalo vodo za železnico iz visokih Andov in sčasoma postalo odgovorno za oskrbo Antofagaste z vodo.
Bolivijski vladni interesi so podprli gradnjo železnice med Orurom in bolivijskim glavnim mestom La Paz, ta linija je bila odprta med letoma 1908 in 1913. Zgrajena je bila s širšim profilom in je bila dana v najem FCAB. FCAB je tako imel dve operativni liniji, ena s tirno širino 762 mm in druga s širino 1000 mm.

### Izmenjava podstavnih vozičkov
FCAB je že zamenjal železnico z metrskimi tiri na liniji sever-jug v zahodnem Čilu in možnostjo povezave z linijami iz Argentine. Tako je leta 1913 odbor FCAB sprejel odločitev o spremembi linije z metrskimi tiri na celotnem omrežju. Nekatera dela so bila izvedena leta 1916, vendar pa je prva svetovna vojna dela prekinila. Večina dela je bila opravljena do leta 1928. Medtem je železnica postala znana po spreminjanju podstavnih vozičkov na tovornih vagonih med različnimi tirnimi širinami. Nekatere kraki in povezovalne železnice niso nikoli spremenili in so v 1960-ih letih še naprej delovale kot železnice s širino 762 mm.
Bolivijski del proge je leta 1964 prevzela bolivijska vlada, v začetku 1970-ih pa je čilska vlada preverjala nacionalizacijo proge. Leta 1982 je nadzor nad družbo prešel na čilske stran, sedež pa se je preselil iz Londona v Antofagasto. Železnica je zdaj del družbe Antofagasta PLC, ki ima tudi rudarske interese.

## Promet
Primarni promet na železnici je bil vedno prevoz surovin, z nitrati (bistvena sestavina eksploziva pred prvo svetovno vojno) in bakrom kot zelo pomembnima. Promet med Bolivijo in severnim Čilom je postal pomemben in se nadaljuje do danes.
V zgodnjem obdobju obratovanja so potniki uporabljali luksuzni vlak s spalnimi in jedilnim vagonom, eden od redkih vlakov na ozkotirni železnici kjer koli na svetu s tem udobjem.  International, kot se je imenoval vlak, je nadaljeval z vožnjo tudi po spremembi tirne širine. Vlak je bil kasneje nadomeščen kot motorni vlak, vendar danes ni zagotovljen potniški promet.

## Lokomotive

### Parne
Železnica je začela delovati z majhno floto 4-6-0 parnih lokomotiv, ki so jih izdelali pri Robert Stephenson & Co. Leta 1884 je isto podjetje dobavilo tudi nenavadno lokomotivo združeno s tenderjem Webb 4-2-4-2T.
Prevzem družbe Huanchilaca je imel za posledico prihod leta 1889 prihod prve flota 2-6-0 lokomotiv, ki so jih zgradili pri Baldwin Locomotive Works. Odnos hitro se je razvil, Baldwin pa je leta 1890 dobavil zunanji okvir 2-4-2. To je bila prva lokomotiva na FCAB-u in prva aplikacija zunanjih okvirov z ozkotirno lokomotivo, ki jo je izvedel Baldwin. Uporaba zunanjih okvirov je omogočila izgradnjo večjih lokomotiv in do leta 1892 je Baldwin dobavljal velike 2-8-0 lokomotive.
Ko je železnica postavila težje tirnice, so uvedli večje lokomotive, ki so jih zgradili tako Baldwin kot drugi ameriški izvajalci. Nadaljevanje nadzora s strani britanskih interesov je vodila k uvedbi nekaterih britanskih lokomotiv. Začetni odgovor je bil, da britanske lokomotive niso bile tako čvrste ali enostavne za popravilo kot ameriške lokomotive. Vendar so se naknadni testi pokazali, da so bile britanske lokomotiv boljše, kar je privedlo do prihrankov pri stroških goriva, ki so presegli dodatne stroške vzdrževanja.
Lokomotivi za tirno širino 762 mm sta bili izdelani po odločitvi iz leta 1913 za spremembo v metrsko širino. Vendar so bile lokomotive FCAB zagotovo med največjimi, zgrajenimi za ožjo tirno širino. 2-6 + 6-2T Kitson Meyer, zgrajena leta 1912, je bil morda najtežja lokomotiva, ki je bila kdaj izdelana za to širino.
Razvoj lokomotiv za metrsko širino je potekal vzporedno s tistimo za ožjo, vključno s floto 6 vrst Meyerjevih, ki jih je leta 1913 zgradil Beyer Peacock. Mnoge od ožjih lokomotiv so bile pretvorjene v širše leta 1928. Razred 4 -8-2 + 2-8-4 Beyer Garratts je bil uveden tudi leta 1928. Po vojni je razvoj v Veliki Britaniji leta 1954 obsegal floto sodobnih 4-8-2 lokomotiv iz livarne Vulcan in tudi Beyer-Garratts.

### Dizelske
Železnica se je leta 1958 pričela posodabljati z dizelskim gorivom, vendar je 20 let kasneje še delovalo nekaj parnih lokomotiv.